# قائمة الحاصلين على جائزة الدولة التشجيعية في الآداب (مصر)
الفائزون بجوائز الدولة التشجيعية في مصر
هذه هي القائمة الكاملة للحاصلين على جوائز الدولة التشجيعية في الآداب في مصر منذ إنشائها عام 1957 وحتى الآن:
- أحمد الصادق
- محمد العون
- مجدي عبد الرازق سليمان
- محمد خليفة حسن
- سيد يوسف أحمد
- محمد عبد الحميد رجب
- عدلي سيد محمد
- حسن البنا مصطفى
- هالة يوسف حليم يوسف
- أحمد سليمان محمود
- عبد الستار محمد أحمد (عبد الستار سليم)
- محمود أحمد محمد
- مصطفى حجازي السيد حجازي
- كمال صلاح محمد رحيم
- إيزابيل كمال خليل
- محمد عبد الرحمن الجندي
- عبد العزيز أبو المعاطي موافي
- سماح عبد الله الأنور فواز (السماح عبد الله)
- عبده محمد زكي الزراع
- خالد أحمد السيد السروجي
- أحمد إبراهيم حامد محمد
- عزة عوض بدر
- سمير مصطفى فراج
- محمد أحمد الغيطي
- محمد فهيم عويس رشوان
- محمد سيد أحمد القفاش
- جميل عبد المجيد حسين
- عبد الوهاب صلاح عبد الوهاب الصاوي
- محمد إبراهيم أحمد طه
- ناصر إبراهيم مصطفى العزبي
- مي عبد القادر عبد الرحمن
- عبد الناصر عبد الحميد نور
- ميرال عبد الستار عبد الحميد الطحاوي
- جمال مصطفى عبد المعطي عساكر
- عبد المنعم محمد عبد المنعم العقبي
- علي سيد أحمد الصاوي
- شحاته عبد العاطى شحاتة العريان
- عماد غزالي قرواش
- محمد كمال مهدي الشيخ
- محمد أبو الخير
- أحمد بخيت أحمد بخيت
- صلاح عبد العزيز محجوب إدريس
- سيد محمد السيد قطب
- عبد المعطي صالح عبد المعطي علي
- مجدي أحمد محمد حسنين
- مراد عبد الرحمن مبروك
- رجاء ياقوت صالح
- عبد اللطيف عبد الحميد دربالة
- عبد الحميد محمود عبد الحميد
- جمال زكي مقار
- نشأت شوقي المصري
- عباس الأسواني
- محمد السيد عيد
- محمد عبد الواحد محمد إبراهيم السيسي
- درويش حنفى درويش
- محمد زكريا عناني
- مصطفى عبد الغني مصطفى
- فاروق عبد الله عبر البر
- علي محي الدين عبد الرحمن راشد
- محمد فتحي الريس
- محمد رجب النجار
- عبد الوهاب صلاح عبد الوهاب الصاوي
- هاني مطاوع
- زاخر غبريال جرجس
- جميل محمود عبد الرحمن
- محمد فتحي عبد الظاهر منصور
- محمد محمود الشربيني
- عبد المنعم عواد يوسف
- نادية جمال الدين محمد
- عبد الجليل أحمد حماد
- فوزى محمود أحمد
- سعيد محمود سالم
- صلاح إبراهيم عبد السيد
- محمد فريد أبو سعده
- محمد ماهر قابيل
- الشريف محمود خاطر
- سعيد محمد بكر
- أحمد إبراهيم الهواري
- مهدي أحمد بندق
- بهيج إسماعيل
- فؤاد إبراهيم حجازي (فؤاد حجازي)
- يحيى مختار محمد نور
- محمد مهران السيد
- بدر توفيق مصطفى
- أحمد محمد زرزور
- إبراهيم حلمى حسن
- محمود السيد محمود
- إبراهيم الدسوقي المسلمي
- حسن علي طلب
- نادر أبو الفتوح
- حجاج حسن محمد أدول
- حسن توفيق محمود أحمد
- عمر الفاروق السيد رجب
- محمد خليفة حسن أحمد
- أحمد محمود نجيب
- أحمد سويلم
- محمد السيد عبد الرحمن أبو دومة
- محمد نبيل إسماعيل بدارن
- محمود محمود محمد قاسم
- محمد المنسي قنديل
- محمد عفيفي مطر
- جميل يوسف ميخائيل
- محمد فتحي محمود سعيد
- عبد اللطيف عبد الحليم عبد الله
- وفاء وجدي
- إبراهيم عبده شعراوي
- عبد المنعم أحمد السلاب
- رفعت فوزي عبد المطلب
- فاروق محمد شوشة
- عادل إبراهيم حمودة
- محمد عصمت والي
- علية محمد توفيق
- ثريا محمد مهدي علام
- سعد محمد درويش
- فتحي سلامة
- مصطفى مصطفى حسين
- مصطفى عوضين حجازي
- أحمد عبد السلام الشيخ
- عاطف جودة نصر
- محمد أبو العلا السلاموني
- محمد إبراهيم أبو سنة
- محمد محمد عمار (كمال عمار)
- محمد أحمد مستجاب
- نبيل محمد عبد الحميد
- محمد محمد الجوادي عبد الوهاب
- محمد محمد عناني
- محمد كمال محمد
- فريدة عبد العزيز عويس
- رأفت الدويري
- سمير محمد خواسك
- محمد جمال أبو رية
- نصار عبد الله
- كوثر محمد هيكل
- محمود محمد حنفي
- جليلة محمد فؤاد رضا
- يسري الجندي
- عبد العال عبد اللاه الحمامصي
- عبد التواب يوسف أحمد
- يحيى الطاهر عبد الله
- عبد العزيز توفيق حامد
- محمد فوزي العنتيل
- جمال الغيطاني
- خيرى أحمد شلبي
- يحيى توفيق الرخاوي
- فتحي سعيد
- مصطفى عبد الرحمن
- مجيد اسحاق طوبيا
- أمين محمد على ريان
- زهير أحمد الشايب
- يوسف الشاروني
- نتيلة إبراهيم راشد
- عبده بدوي
- محمد فتحي أبو الفضل
- عبد الفتاح أحمد رزق
- محمد عمارة مصطفى
- عبد الغفار مكاوي
- فاروق منيب
- يوسف عز الدين عيسى
- غريب عبد الرءوف
- عبد التواب يوسف أحمد
- محمد لطفي جبريل
- صبري محمد حسني موسى
- عباس الأسواني
- محمد الحساني
- عبد الله سليمان المسلمي
- محمد حمدي إبراهيم عبد المجيد
- أحمد محمد عثمان نصر
- كمال ممدوح عبد السلام
- عبد المعطى شعراوي
- فاروق فريد
- إدوار الخراط
- أحمد محمود نجيب
- أبو المعاطي أبو النجا
- محمود يوسف
- محمد عبد المحسن طه بدر
- كمال وليم الملاخ (كمال الملاخ)
- محمد سليمان عبد المعطي فياض (سليمان فياض)
- مصطفى عبد الرازق
- يوسف الشاروني
- فؤاد كامل
- صبحى الجيار
- نعمان عاشور
- إبراهيم عزوز
- وصفى آل وصفي
- أحمد عبد المقصود هيكل (أحمد هيكل)
- مصطفى محمود
- أحمد عبد المنصف
- العوضي مصطفى الوكيل
- محمود علي مكي
- محمد عبد الغني حسن
- إبراهيم الورداني
- الفريد مرقس فرج
- صلاح عبد الصبور
- أنور المعداوي
- فاروق خورشيد
- حسن عثمان
- محمود حسن إسماعيل
- أنيس منصور
- أمين يوسف غراب
- أحمد كمال زكي
- علي أحمد باكثير
- محمد سعيد العريان
- محمد مندور
- محمود غنيم
- محمود عماد
- عبد الرحمن صدقي
- بديع حقي
- عبد الحميد يونس
- محمد ثروت أباظة
- صالح جودت
- إبراهيم أنيس
- نجيب محفوظ
- سهير القلماوي
- حسام همام العادلي مصطفى (حسام العادلي)
- محمد إبراهيم عبد العاطي إبراهيم (محمد عبد العاطي)[2]
- د. محمد حسانين (دكتور بكلية دار العلوم).